# Sam Cartledge
Samuel Henry Cartledge (1882 – 16 tháng 1 năm 1938) là một cầu thủ bóng đá người Anh thi đấu ở vị trí thủ môn.